# 我們分手了 (韓國網路劇)
《我們分手了》（韓語：우리헤어졌어요）是2015年韓國有線電視「OnStyle」與YG娛樂和模特兒公司KPlus之合作企畫案「YG KPlus」共同製作之音樂網路劇，由柳彩瞵（류채린）創作之NAVER同名人氣網路漫畫改編，主要角色由YG娛樂旗下歌手Dara、姜昇潤及KPlus模特兒姜承賢、張基龍擔綱演出。

## 故事大綱
敘述已分手後的男女，因為現實因素不得不仍住在一起，在複雜的心情之下仍舊想要追求新的戀情以及未曾改變的夢想。

## 人物介紹

### 主要人物
| 演員              | 角色   | 人物簡介 |
| Dara （2NE1）     | 盧佑麗 | 待業中，與遠英在一場演出中一見鍾情進而交往，三年後卻分手。找工作的壓力再加上與前男友同居的矛盾心情使得佑麗的情緒大受影響。 |
| 姜昇潤 （WINNER） | 池遠英 | 「我不知道」樂團主唱兼吉他手，與佑麗分手後為了維持生活的溫飽，必須在便利超商當夜班工讀生，即使如此還是想要完成自己的夢想。 |
| 姜承賢            | 尹尼娜 | 具有銳利的眼光及美貌，國內音樂經紀公司龍頭Mars Music的企劃室室長，個性直率，有自信。                                       |
| 張基龍            | 徐賢宇 | 佑麗的同學、與佑麗同期進入公司的職員。善解人意，是個只看著佑麗的佑麗向日葵。                                               |
| 李範奎            | 具賢東 | 「我不知道」樂團鼓手，住在「花動分租公寓」裡，在佑麗與遠英的緊張關係之間如履薄冰而無法好好生存。                           |
| 金圭浩            | 韓申勳 | 「我不知道」樂團鍵盤手，長相帥氣但內心四次元，平時沉默寡言。                                                               |
| 李世英            | 智敏   | 佑麗的至親，熟知佑麗過往的每一次戀愛史。                                                                                   |
| 劉宇林            | 車社長 | 花動分租公寓的房東，打扮詭異但對房客們很友善，會偷偷為房客們準備豐盛的餐點。                                               |
| 花動              | 花動   | 車社長養的瑪爾濟斯犬，常常住在佑麗的房間裡。                                                                               |

### 客串
| 演員           | 人物簡介                                                                                     | 登場集數 |
| 柳俊雄         | 不動產社長                                                                                   | 1        |
| 裴正男         | 花動分租公寓裡的房客，國考考生，已經考了三年均落第                                           | 2        |
| 崔志宇         | Mars Music工作人員，尼娜的同事。                                                             | 3、4     |
| 金必洙         | Mars Music工作人員。                                                                         | 3        |
| BeautyHandsome | 獨立樂團，「青春瞬間演唱會」表演嘉賓。                                                       | 3        |
| 天動           | Gaha Entertainment職員（代理），新進人員面試時負責唱名。被賢宇指出：「你跟佑麗長得好像啊。」 | 4        |
| 劉寅娜         | 電台節目「Volumn Up Star」主持人，訪問「我不知道」樂團。                                     | 8        |
| 朱宇宰         | 電台節目「Volumn Up Star」主持人，訪問「我不知道」樂團。                                     | 8        |

## 分集標題
| 集數   | 標題                                        |
| 第一集 | 我們，分手了（우리,헤어졌어요）             |
| 第二集 | 分手時該整頓的事（헤어질때 챙겨야 할 것들） |
| 第三集 | 偶然與姻緣之間（우연과 인연 사이）          |
| 第四集 | 23，26（스물 셋, 스물 여섯）                |
| 第五集 | 我所不知的妳（난 모르는 너）                |
| 第六集 | 不合拍，不同步（엇박자, 엇잘림）            |
| 第七集 | 回憶的折半（추억의 절반）                   |
| 第八集 | 0 + 1                                       |
| 第九集 | 撕下OK蹦的方法（반창고를 떼는 법）          |
| 第十集 | 再次，春天（다시, 봄）                      |

## 原聲帶
- 粗體字為此次為了網路劇而創作的全新歌曲；其餘為已發行之歌曲，作為劇中插曲使用。
- 姜昇潤曾於訪問中提及，為了使這些歌曲更加獨一無二，本次為網路劇創作的歌曲將不會正式發行。

| 歌名                          | 演唱           | 作詞       | 作曲                     | 出現集數       | 收錄專輯            |
| 我們兩人（우리 둘이）         | Dara、姜勝允   | 姜勝允     | Robin                    | 全劇           | --                  |
| 0加1（영 더하기 일）          | 姜勝允         | 姜勝允     | 姜勝允                   | 1、8、10       | --                  |
| 今天（오늘）                  | Dara           | 姜勝允     | Robin                    | 5、10          | --                  |
| 我們分手了（우리 헤어졌어요） | Dara、姜勝允   | 姜勝允     | 姜勝允、姜旭振、韓勝天   | 2、4、7、10    | --                  |
| 我最紅（내가 제일 잘 나가）   | 2NE1           | Teddy      | Teddy                    | 1              | 2NE1 2nd Mini Album |
| WILD AND YOUNG                | 姜勝允         | Teddy      | Teddy                    | 1、3、4、8、10 | WILD AND YOUNG      |
| I'M HIM（걔 세）              | 宋旻浩         | 宋旻浩     | Choice 37、宋旻浩、Teddy | 3              | 2014 S/S            |
| 因為我愛你（너를 좋아하니까） | BeautyHandsome | Eddie Chun | Eddie Chun               | 3              | --                  |
| MTBD（멘븡）                  | CL             | Teddy、CL  | Teddy                    | 5              | CRUSH               |

## 播出時間
- 韓國時間晚上七點。各集播出日期如下：

| 集數   | 網路播出日期 | 電視On Style頻道播出日期 |
| 第一集 | 6月29日      | 7月3日                   |
| 第二集 | 6月29日      | 7月3日                   |
| 第三集 | 7月1日       | 7月3日                   |
| 第四集 | 7月3日       | 7月3日                   |
| 第五集 | 7月6日       | 7月10日                  |
| 第六集 | 7月8日       | 7月10日                  |
| 第七集 | 7月10日      | 7月10日                  |
| 第八集 | 7月13日      | 7月17日                  |
| 第九集 | 7月15日      | 7月17日                  |
| 第十集 | 7月17日      | 7月17日                  |

## 網路播出管道
- Insite TV 官方Youtube頻道 （页面存档备份，存于）
- YG Kplus 官方Youtube頻道 （页面存档备份，存于）
- YG娛樂官方Youtube頻道 （页面存档备份，存于）

## 外部連結
- NAVER tvcast

| 新加坡 星和娱家戏剧台 韓國速蜜達 星期日 21:30 - 23:45 | 新加坡 星和娱家戏剧台 韓國速蜜達 星期日 21:30 - 23:45 | 新加坡 星和娱家戏剧台 韓國速蜜達 星期日 21:30 - 23:45 |
| ----------------------------------------------------- | ----------------------------------------------------- | ----------------------------------------------------- |
|                                                       | 我們分手了 （2015年7月19） PG                         |                                                       |
| 好日子 （2015年7月12日）                              | Oh 我的鬼神君 （2015年7月26日 - 2015年9月13日）       |                                                       |